# 约翰·巴罗 (美国众议员)
約翰·巴羅（英語：John Barrow，1955年10月31日—），美國政治人物。在2005年至2015年期間，他是喬治亞州第12選舉區選出的美國眾議院議員。他的黨籍是民主黨。在2014年選舉中，他未能連任眾議院議員。